# Катерина Кабанова
Катерина Петровна Кабанова — героиня пьесы А. Н. Островского «Гроза». Является женой главного героя пьесы Тихона Кабанова. Образ Катерины Александр Николаевич писал для театральной актрисы Л. П. Косицкой. Из письма актрисы к автору:
```
"...Мне нужна для бенефиса пьеса, которая бы помогла мне и моим нуждам… одно ваше имя могло бы сделать хороший вкид если вы не разучились делать добрые дела, то сделайте для меня одно из них, нет ли у вас пьески, разумеется вашей, дайте мне ее для бенефиса…"
[
1
]
```

## Образ героини
Катерина представлена в пьесе молодой красивой женщиной, которая воспитана по строгим канонам, но при этом свободолюбива. С первого знакомства с героиней читатель понимает, что женщина она искренняя. Катерина говорит про себя, что и на людях, и без людей остаётся одинаковой, то есть нет в ней двуличия. Её неприятие лжи также подтверждает тот факт, что она призналась своему мужу в измене.
Несчастливая супружеская жизнь Катерины обрисовывается через напрасные упреки её свекрови Кабанихи, колкие слова мужа и беседы с золовкой Варварой, которой она раскрывает истинные чувства.
```
"...отчего люди не летают так, как птицы?...Вот так бы разбежалась, подняла руки и полетела... Я у вас завяла совсем,"
[
2
]
 - делится она с Варварой. 
```

До замужества героиня описывает себя весёлой и резвой, свободной и вольной. А теперь ей лишь мечтается превратиться в птицу, да остается вспоминать ту жизнь до.
Через беседы всё с той же Варварой становится ясно, что Катерина очень свободолюбива, что характер её может быть горяч и что с мужем она из жалости. Не находит она радости в этой семье, хотя если бы были дети, то возможно было бы по-другому.
```
"Эко горе! Деток-то у меня нет: все бы я и сидела с ними да забавляла их. Люблю очень с детьми разговаривать – ангелы ведь это..."
[
3
]
```

Красоту её подмечают на протяжении всей пьесы. Красавицей её называет барыня, при этом ставя это в упрёк. Её ангельскую улыбку и внутреннее свечение подмечает Борис.
Катерина чувствует скорую смерть, предсказывает её себе: «…я знаю, что умру…Точно я стою над пропастью и меня кто-то туда толкает, а удержаться мне не за что.»
Ярко представлен душевный раскол героини: одна часть души жаждет любви и свободы, женского счастья, другая понимает, что её желание и мечты ведут вникуда, что желания её грешны:
```
"Сколько я, бедная, плакала, чего уж я над собой не делала! Не уйти мне от этого греха. Никуда не уйти. Ведь это нехорошо, ведь это страшный грех, Варенька, что я другова люблю.."
[
3
]
```

## Мнения критиков
Образ героини двойственен, что разделило критиков на два лагеря: одни видят её отрицательной и слабовольной, другие жертвенной и решительной.
Н. Ф. Павлов пишет, что Катерина безнравственная и бесстыжая женщина. Она выбегает к любовнику сразу, как муж уезжает из дома. Критик называет её преступницей, которая предстает «не только не в достаточно мрачном свете, но даже с каким-то сиянием мученичества вокруг чела. Она говорит так хорошо, страдает так жалобно, вокруг неё все так дурно, что против неё нет никакого негодования, а только сожаление и оправдание её порока.»
Н. А. Добролюбов видит Катерину «лучом света в темном царстве». Он пишет, что характер Катерины «поражает своею противоположностью всяким самодурным началам». Он называет героиню сосредоточенно-решительной, чувствующей правду, исполненной «веры в новые идеалы» и самоотверженной. Отмечает её простую натуру и внутреннюю силу. Добролюбов отмечает, что самый сильный протест и бывает у терпеливых и слабых, имея в виду слабость женскую.
Д. И. Писарев не разделяет восторженность Н. А. Добролюбова героиней. Он пишет, что Добролюбов нарочно отыскивает привлекательные стороны характера героини. Без прикрас же у неё «нет ни развитого ума, ни твердого характера». Героиня легкомыслена и влюбляется лишь от легкого взгляда. Критик отмечает её склонность к крайностям и гиперболизацию.
```
«Каждое внешнее впечатление потрясает весь ее организм; самое ничтожное событие, самый пустой разговор производят в ее мыслях, чувствах и поступках целые перевороты»
[
6
]
```

А. И. Ревякин также как Добролюбов сострадает образу Катерины, воспринимая его скорее положительным. Внутри Катерины, по его мнению, и происходит вся глубина конфликта пьесы — конфликт искренних чувств и предрассудков, которые устарели. Решающаю роль в самоубийстве Катерины он видит, как бы это противоречиво не звучало, в её приверженности религии, которая доводит до крайнего шага.

## Фильмография героини
- В фильме «Гроза» 1912 года роль Катерины исполняет актриса Вера Николаевна Пашенная
- В фильме Гроза (фильм, 1933) роль исполняет Алла Тарасова
- В телеспектакле «Гроза» 1977 года роль исполняет Людмила Щербинина
- В фильме 2019 года — Любовь Аксенова